# تل قلعه کجی
تل قلعه کجی مربوط به هزاره ۴ قبل از میلاد است و در شهرستان مرودشت، بخش درودزن، دهستان ابرج، جنوب روستای هاشم‌آباد، حاشیه شرقی رودکر واقع شده و این اثر در تاریخ ۳۰ بهمن ۱۳۸۶ با شمارهٔ ثبت ۲۰۸۲۷ به‌عنوان یکی از آثار ملی ایران به ثبت رسیده است.